# Хесперидијум
Хесперидијум (лат. hesperidium, плурал hesperidia) – је сегментирана бобица, карактеристична за врсте подфамилије Aurantioideae, породице Rutaceae. Карл Лине изабрао је овај назив за ову врсту плода алудирајући на златне јабуке (поморанџе) у Врту Хесперида. Од биљака са плодовима ове врсте познатије су поморанџа, мандарина, лимун, лимета, грејпфрут, кумкват, понцирус...

## Грађа плода
- Afraegle paniculata
- Atalantia monophylla
- × Citrofortunella floridana
- Citrus australasica
- Citrus japonica
- Citrus × latifolia
- Citrus medica
- Citrus sinensis
- Limonia acidissima
- Murraya koenigii
- Severinia buxifolia
- Triphasia trifoliata

Танки, сјајни спољни слој плода је егзокарп. Спољни део мезокарпа - флаведо (лат. flavus = жут) - садржи тачкасте жлездице са есенцијалним уљима и каротеноидима. Егзокарп и спољни део мезокарпа формирају кору. Унутрашњи део мезокарпа – албедо (лат. albus = бео) - је сунђераст, релативно сув, наставља се у танком слоју између карпела. Ендокарп је танки слој који покрива карпеле, из њега се ослобађа слузава маса, која испуњава било директно гнезда (окца) плода (као код мураје), или сочне врећице - једноћелијске длаке - модификоване крупне ћелије. У гнездима се формира више семена најчешће мат, беле семењаче. Културне форме могу да буду стерилне – бесемене.

## Употреба у исхрани
У подфамилији Aurantioideae већина врста је јестива. Гнезда плода, кришке, су део који се најчешће једе, док се код цитрона (Citrus medica L.) једе албедо, пресан или кандиран, а код кумквата цео плод са љуском. Флаведо лимуна и поморанџе се струже и додаје посластицама због ароме.